# Claire Geraets
Claire Geraets (Ukkel, 10 januari 1952) is een Belgische marxistische politica voor PVDA en arts.

## Levensloop
Claire Geraets studeerde in 1977 af in de geneeskunde aan de Université Catholique de Louvain en vestigde zich vervolgens als huisarts in Schaarbeek, waar ze praktijk hield in een buurthuis in de Noordwijk. In 1992 was ze mede-oprichtster van de groepspraktijk De Sleutel van Geneeskunde voor het Volk in Schaarbeek. Tijdens de Golfoorlog was zij nauw betrokken geweest bij de solidariteitsbeweging voor Irak. Op 5 november 2014 moest ze voor de vrederechter verschijnen wegens het niet betalen van haar lidgeld aan de Orde van Geneesheren en werd veroordeeld. De artsen van GVHV weigerden namelijk hun lidgeld te betalen, omdat zij zich verzetten tegen, wat zij noemden, de corporatistische en ondemocratische visie van de Orde op de geneeskunde en gezondheidszorg.
Ze zetelde van 2014 tot 2019 voor de PVDA in het Brussels Hoofdstedelijk Parlement. Bij de verkiezingen van mei 2019 was Geraets kandidaat voor de Kamer van volksvertegenwoordigers, maar ze raakte niet verkozen.
Op lokaal niveau was Geraets van december 2018 tot december 2024 gemeenteraadslid van Schaarbeek.